# نانو سلول
نانو سلول (به انگلیسی: Nanocell) به یک پلت فرم دارورسانی متشکل از یک داروی شیمی درمانی متصل به پلیمر همراه با یک داروی ضد رگ زایی متصل به لیپید اشاره دارد. نانوسل‌ها در حال توسعه هستند.

## تئوری
رگ‌زایی یا تشکیل عروق خونی جدید، نقش عمده ای در ایجاد تومور دارد. پس از بزرگ شدن تومور به اندازه یک میلی‌متر مکعب، هسته آن هیپوکسیک می‌شود و شروع به ترشح فاکتورهای رشد برای جذب رگ‌های خونی جدید می‌کند که اکسیژن را به آن می‌رسانند. مهار رگ‌زایی (یا آنژیوژنز) به عنوان ابزاری برای جلوگیری از رشد تومور مورد بررسی است، اما به‌طور کامل موفقیت‌آمیز نبوده‌است، زیرا سلول‌های تومور قطع شده از خون می‌توانند در نهایت «واکنش مقاومتی» به هیپوکسی ایجاد کنند. این سلولهای سرطانی مقاوم ممکن است با داروهای شیمی درمانی از بین بروند، اما وقتی عروق تومور قطع شود، راهی برای شیمی درمانی وجود ندارد. فناوری نانو راهی برای ارائه داروهای شیمی درمانی و داروهای ضد رگ زایی در یک وسیله انتقال دهنده ارائه می‌دهد، به طوری که با قطع جریان خون، شیمی درمانی برای جلوگیری از تکثیر سلولهای مقاوم به هیپوکسی وجود دارد.